# La canción de los vivos y los muertos
La canción de los vivos y los muertos (título original: Sing, Unburied, Sing) es una novela de la escritora estadounidense Jesmyn Ward, publicada en septiembre de 2017 por la editorial Scribner. El libro fue aclamado por la crítica al momento de su publicación. Entre los galardones que recibió destaca el Premio Nacional del Libro, triunfo que convirtió a Ward en la primera mujer en ganar dos veces este reconocimiento.
Entre las temáticas de la obra se encuentran el racismo, la pobreza y los estragos de la violencia. La trama sigue las dinámicas de una familia afroestadounidense desde la perspectiva de Jojo, un muchacho de 13 años, y Leonie, su madre disfuncional y drogradicta. Ambos emprenden un viaje junto a la hermana menor de Jojo y una amiga de Leonie para retirar de la Penitenciaría Estatal de Misisipi al padre caucásico de Jojo.

## Argumento

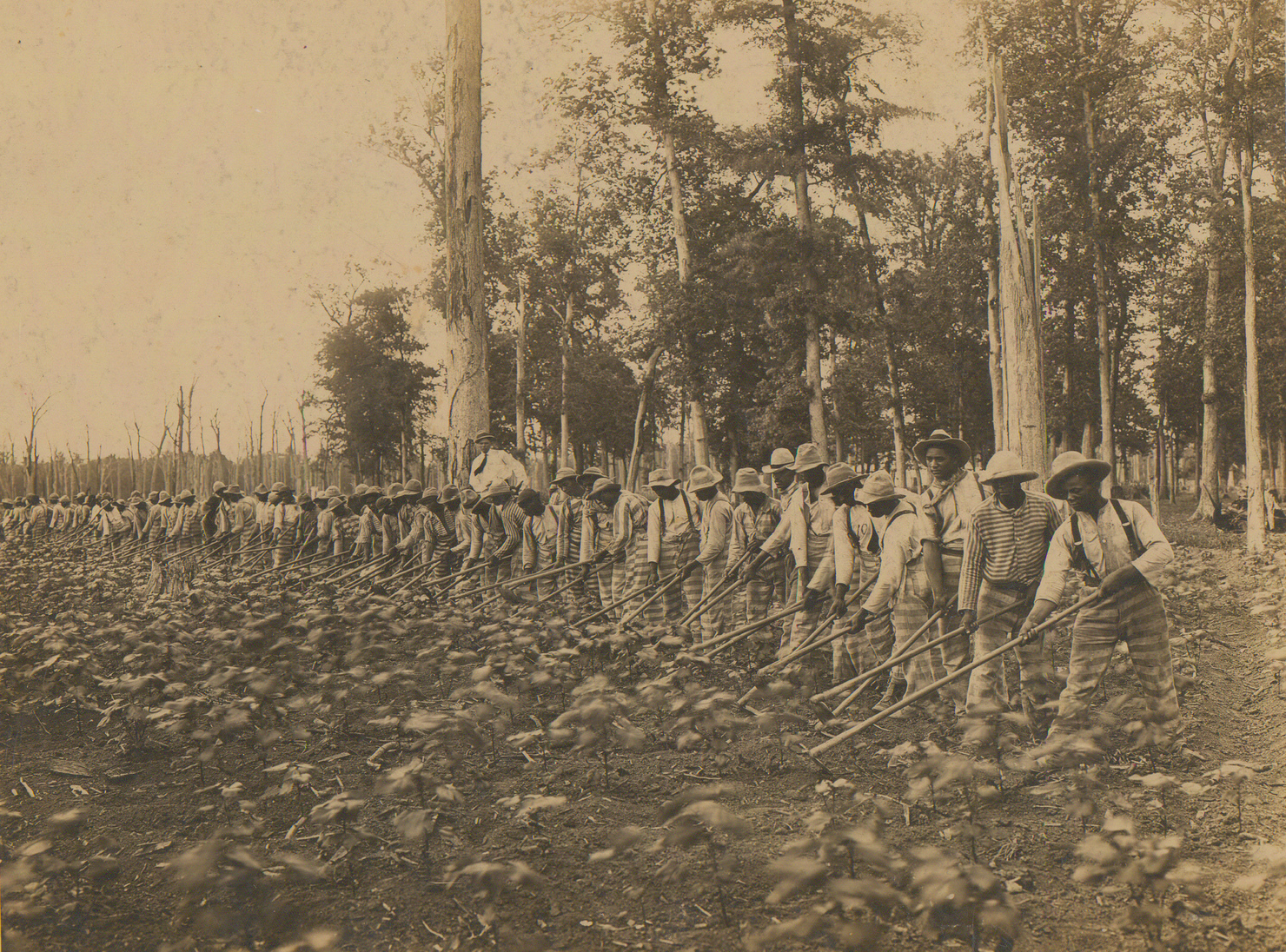
Reos afroestadounidenses trabajando en Parchman, 1911

Jojo es un muchacho de una familia afroestadounidense que vive en Bois Sauvage, un poblado rural de Misisipi. Durante el día ayuda a su abuelo River y cuida a Kayla, su hermana menor, pues su madre, Leonie, suele estar ausente y no les presta suficiente atención. El abuelo de Jojo le recuerda la historia de cómo terminó en la cárcel de Parchman a los 15 años, donde era obligado a trabajar sin descanso. Allí conoció a Richie, un niño detenido de 12 años que se hizo su amigo, aunque River evita contar el final de la historia. Durante el cumpleaños 13 de Jojo llama por teléfono su padre, Michael, quien estaba detenido en Parchman, para anunciarles que saldría en libertad.
Leonie decide llevar a Jojo y a Kayla a retirar de la prisión a Michael, aunque River y Philomene, la madre de Leonie que además tiene cáncer terminal, no están de acuerdo. Durante el viaje Kayla enferma y deben parar varias veces para que vomite, pero Leonie no tiene idea de cómo ayudarla. Al final del día llegan a la casa del abogado de Michael, donde pasan la noche, con Jojo a cargo del cuidado de Kayla. Por la noche vuelve a recordar la historia que le había contado su abuelo. Richie era un niño débil, por lo que River lo ayudaba con las tareas que no podía realizar. Un día Richie rompe algo y como castigo es azotado de forma brutal. A la mañana siguiente Leonie y los niños van a retirar a Michael de Parchman, pero ni Jojo ni Kayla se sienten cercanos a él. Durante el regreso a la casa de Al, Jojo siente la presencia de un niño, que pronto se rebela como el fantasma de Richie.
Richie le cuenta su historia a Jojo. Luego de la paliza que le dieron en Parchman, pasó días en cama al borde la muerte mientras River sanaba sus heridas. River logra que pongan a Richie a trabajar con él y todo parece mejorar, pero el resto de presos se queja de que un negro estuviera a cargo de los perros, por lo que ponen a un reo blanco en reemplazo de River. El nuevo entrenador de perros intenta violar a Richie, pero River logra salvarlo.
Antes de emprender el regreso a casa, el abogado de Michael le da una pequeña bolsa de metanfetaminas que él guarda en su bolsillo. Durante el viaje son parados por la policía. Michael entra en pánico por la bolsa de drogas, pero Leonie actúa rápido y se la traga. El policía los hace salir del auto y esposa a Michael y a Leonie. Cuando revisa a Jojo encuentra algo que confunde con un arma y le apunta a la cara con su pistola, pero entonces Kayla le vomita encima, dado que aún estaba enferma, y el policía decide dejarlos ir. Michael maneja desesperado mientras Leonie pierde el conocimiento intoxicada por las drogas que consumió. Paran en una gasolinera y compran leche y carbón, que Michael le hace beber a Leonie y que la hacen vomitar.
Michael lleva a su familia a la casa de sus padres, quienes habían roto relaciones con él por haberse unido a una mujer negra. Al llegar, el padre de Michael recibe a todos con frialdad. La tensión aumenta hasta que el padre de Michael insulta a Leonie. Michael lo golpea y los dos empiezan a pelear. Luego del pleito se marchan rumbo a la casa de River y Philomene. Leonie encuentra a su madre a punto de morir y accede a ayudarla a llamar a Maman Brigitte para poder marcharse en paz.
Richie intenta comunicarse con River, pero él no lo escucha. River finalmente acepta contar el resto de la historia de Richie. Un día un reo negro viola a una mujer blanca en Parchman, Richie es testigo del acto y, para asegurarse de que no hablara, el reo se lo lleva con él en un intento de fuga. Cuando los pobladores se enteran de la violación, comienzan a perseguirlos con la intención de lincharlos. River se ve obligado a ayudar en la búsqueda con la ayuda de los perros. Eventualmente el populacho encuentra al reo violador y lo desuellan vivo. River encuentra a Richie, pero al darse cuenta de que tendría el mismo fin que el otro reo, le corta el cuello con un cuchillo para que muriera de forma rápida y sin ser torturado, hecho que aún atormentaba a River.
Leonie inicia el llamado a Maman Brigitte, pero Richie aparece e intenta llevarse el espíritu de Philomene como forma de venganza por su muerte. Jojo y River entran al cuarto para ayudar a Leonie e intentan alejar a Richie. El espíritu de Given, el hermano muerto de Leonie, también aparece y guía a su madre. Richie se marcha y Philomene muere en paz. Su espíritu se marcha junto a Given. Leonie queda muy afectada por el incidente y decide mudarse con Michael. Ambos visitan a sus hijos una vez por semana. Richie aún ronda la casa, junto con otros espíritus de personas que murieron de forma injusta. Ahora Kayla también puede verlos, y aunque no le hacen caso a sus pedidos de marcharse, los cantos de Kayla los hacen sonreír.

## Composición y estructura

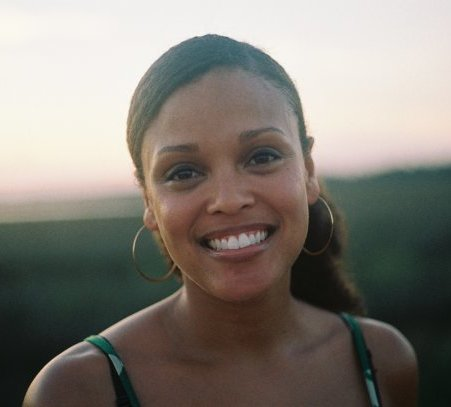
Jesmyn Ward en 2011

Ward inició la escritura de la obra originalmente en 2009, luego de terminar el primer borrador de su novela Quedan los huesos (2011), pero decidió dejarla de lado en favor de otros proyectos al considerar que aún no había desarrollado los personajes que necesitaba para contar la trama. Tras publicar en 2013 el libro de memorias Men We Reaped, Ward retomó la escritura de La canción de los vivos y los muertos, pero las altas expectativas que habían dejado sus trabajos anteriores la hicieron dudar una vez más de la historia mientras escribía los primeros capítulos.
Cuando ya había escrito aproximadamente la mitad de la obra decidió darle un enfoque nuevo al incluir como tercer narrador a la figura de Richie, un niño asesinado en la Penitenciaría Estatal de Misisipi más de sesenta años atrás que aparece como fantasma en el libro para contar su historia. La idea de incluir a Richie surgió luego de que Ward leyera el libro Worse than Slavery, del historiador David M. Oshinsky, en el que se recuentan las terribles condiciones de vida y trabajos forzados que sufrían los reos afroestadounidenses en la Penitenciaría Estatal de Misisipi, también conocida como Parchman, donde algunos eran enviados desde los doce años.
La trama del libro se desarrolla en el pueblo ficticio de Bois Sauvage, que también sirvió como ubicación narrativa en sus novelas anteriores y que está basado en el pueblo en que Ward creció, DeLisle, Misisipi. La novela está construida alrededor del viaje de carretera de Jojo y Leonie hacia Parchman. Esta estructura es similar a la novela Mientras agonizo, de William Faulkner, que Ward ha señalado como una de sus lecturas más recurrentes.

## Recepción
La canción de los vivos y los muertos recibió una excelente recepción crítica. Varias publicaciones la incluyeron en sus listados de los mejores libros del año, entre ellas la revista Time, que la ubicó en el primer lugar y alabó su "experticia en prosa, observación humana y comentario social". También apareció en las listas de mejores libros de Entertainment Weekly, The Washington Post, The New York Times, Publishers Weekly, entre otras. Fue incluida así mismo por el expresidente estadounidense Barack Obama en su lista de lecturas favoritas del año.
La poeta y catedrática Tracy K. Smith, en la reseña de The New York Times, elogió la "imaginación lírica" de Ward y la empatía que logra construir entre el lector y sus personajes. Escribiendo para The Washington Post, el crítico literario Ron Charles se refirió positivamente al estilo "más complejo" y "maduro" de la novela en comparación con Quedan los huesos (2011). Aseveró además que los personajes resultaban más plausibles y mencionó el carácter de retrato de las injusticias en la historia estadounidense. Esta característica también fue destacada por Sukhdev Sandhu, del diario británico The Guardian, quien aseguró que era el aspecto más efectivo de la obra, aunque afirmó que consideraba los trabajos anteriores de Ward como superiores.
La traducción al español de la novela también fue bien recibida. La reseña del diario argentino La Nación encomió el lirismo de la obra, además de compararla positivamente con la prosa de William Faulkner y Flannery O’Connor. El diario español El País se refirió a las "seductoras" descripciones en la novela, describiendo el lenguaje empleado por Ward como "coloquial, intenso y gráfico, sumamente elaborado, que la brillante traducción ha sabido reproducir".

### Galardones
- Ganadora del Premio Nacional del Libro 2017[3]
- Nominada al Premio del Círculo de Críticos Nacional del Libro 2017[16]
- Ganadora del Premio Anisfield-Wolf 2018[2]
- Nominada al NAACP Image Awards de Ficción 2018[17]
- Nominada al Premio de Ficción Femenina 2018[4]